# De koffietrommel
De koffietrommel (Frans: Le moulin à café en Scène d'hiver) is een realistisch schilderij van Charles Degroux uit 1857.

## Geschiedenis
In Düsseldorf had Degroux in 1851-1852 kennis gemaakt met de Tendenzmalerei van onder meer Carl Wilhelm Hübner, die de uitbuiting in de fabrieken weergaf. Hun aanklacht tegen pauperisme is te herkennen in dit schilderij, dat getoond werd op de Salon van Brussel van 1857, waar het de conservatieven op stang joeg.

## Voorstelling
Degroux toont een kruidenier die voor zijn winkel in de straten van Brussel koffiebonen zit te branden, terwijl een groepje daklozen zich bij hem komt warmen. De figuren zijn donker afgelijnd. Met deze approximatieve stijl benadrukt de schilder dat hij de zaken niet mooier voorstelt dan ze zijn. Onder de afbladderende aanplakbiljetten aan de muur zijn aankondigingen voor bals, advertenties voor dure huizen en ook Extinction du Paupérisme, het landlopersplan van Napoléon III. Maar de ellende van de protagonisten lijkt uitzichtloos.